# Isaac de Ninive
Pour les articles homonymes, voir Isaac (homonymie).
Isaac de Ninive ou Abba Isaac ou Isaac le Syrien, (en syriaque Beth Qatrayé, né vers 640 au Qatar, mort au monastère de Rabban Shabur (Rabban-Šāpur), dans le Khuzestan, vers 700) est un ascète, écrivain, évêque, mystique et théologien de l'Église de l'Orient. C'est un des grands spirituels de l'Orient chrétien, où son influence reste remarquable.
C'est un saint de l'Église orthodoxe, célébré le 28 janvier et de certaines Églises d'Orient. Le samedi 9 novembre 2024, il a été canonisé par le pape François et intégré au Martyrologe romain.

## Biographie
De l’homme lui-même, on ne sait presque rien, sinon qu’il fut, au VIIe siècle, évêque de l'Église de l'Orient de Ninive. Né dans l'actuel Qatar (golfe Persique), avec son frère, il devint moine alors qu'il était très jeune. Son renom de sainteté se répandit dans l'Empire perse, au point que les habitants de Ninive le réclamèrent comme évêque. Il fut consacré, vers 660, par le catholicos de l'Église de l'Orient, Mar Guiwarguis Ier  (658-680). Il abdiqua seulement cinq mois plus tard pour se retirer comme anachorète parmi les ascètes du Nord (plus probablement au Khuzistan en Iran, une région à forte population nestorienne jusqu'à la conquête musulmane).
Les raisons de son départ de l'épiscopat restent incertaines. Selon les sources, on peut soit penser à un départ volontaire (deux fidèles, qui lui avaient demandé de trancher leur différend, repoussèrent ses conseils évangéliques en lui disant : « Laisse ton Évangile en dehors de cette affaire !. » Isaac se dit : « S'ils ne sont pas disposés à se soumettre aux préceptes du Christ, qu'ont-ils besoin de moi ? ») ou sous la pression (certains pensent que la doctrine spirituelle d'Isaac fut combattue par certains de ses confrères dans l'épiscopat, jaloux de son prestige).
Il y vécut dans la solitude, mangeant peu (trois pains par semaine et quelques légumes crus). Une lecture assidue des Livres Saints et d'abondantes larmes de componction lui usèrent la vue. Alors, pratiquement aveugle, il se retira au monastère de Rabban Shabbour (Saint-Sapôr), où il dicta ses œuvres à ses disciples.

## Sa pensée

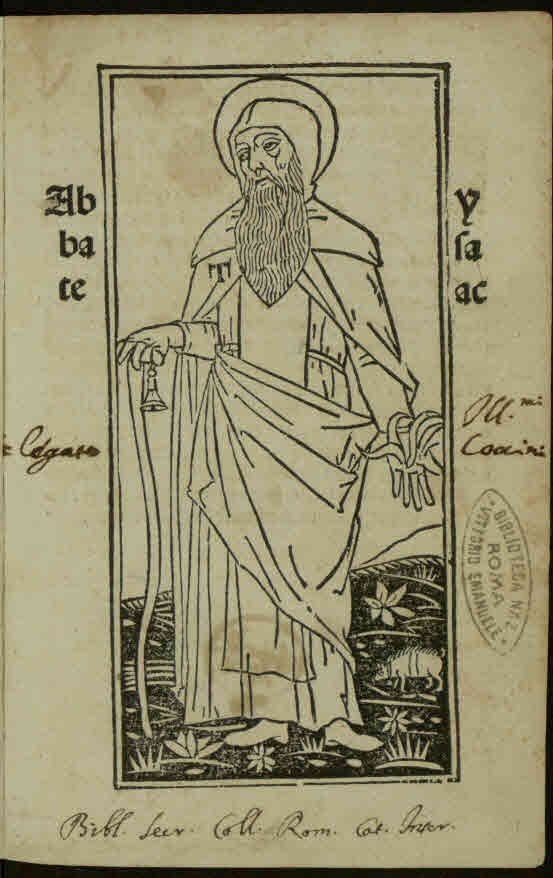
De perfectione vitae theoreticae, 1500.

Sa pensée fait la synthèse des grands courants spirituels du christianisme ancien : celui d’Évagre le Pontique, plus spéculatif, qui met l’accent sur la purification de l’intellect ; celui de Macaire, plus biblique, centré sur les thèmes du « cœur » et de la « plénitude du Saint-Esprit » ; celui d’Origène, avec l’espérance du salut universel.
Pour Isaac, les voies de la connaissance de Dieu sont existentielles : la foi, la prière, l’humilité, la purification de l’esprit et son union avec le cœur. Alors le cœur s’élève jusqu’à ce qu’il atteigne les hauteurs de l’amour et que la joie demeure au fond de lui. La prière devient « spontanée » : l’homme devenant sanctifié, « qu’il mange, boive ou dorme, le parfum de la prière s’exhale spontanément de son âme ». Il réalise l’amour évangélique du prochain, devient un être d’accueil, de miséricorde, de bénédiction.
Ce cœur charitable, écrit saint Isaac, « s’enflamme d’amour pour la création entière, pour les hommes, les bêtes, les démons, pour toutes les créatures. Celui qui a ce cœur ne pourra se rappeler ou voir une créature sans que les yeux ne se remplissent de larmes à cause de la compassion immense qui saisit son cœur. Et le cœur devient doux et ne peut plus supporter de voir ou d’apprendre par d’autres une souffrance quelconque, ne fût-ce qu’une peine minime infligée à une créature. C’est pourquoi un tel homme ne cesse de prier pour les ennemis de la Vérité, pour ceux qui lui font du mal, afin qu’ils soient conservés et purifiés. Il prie même pour les serpents, mû par la pitié infinie qui s’éveille dans le cœur de ceux qui s’assimilent à Dieu ». Il perçoit « la flamme des choses » et les bêtes sauvages se pacifient autour de lui. Isaac de Ninive priait pour la conversion de Satan.

## Isaac et la charité
Si Isaac est un grand ascète, un spirituel des plus renommés dès son époque, il fut aussi un homme d'une grande charité. Quelques citations suffisent à se faire une idée :
- « N’essaie pas de distinguer celui qui est digne et celui qui ne l’est pas ; que tous soient égaux à tes yeux pour les aimer et les servir […]. Le Seigneur n’a-t-il pas partagé la table des publicains et des femmes de mauvaise vie ? ».
- « Je veux un cœur qui s'enflamme de charité pour la création entière, pour les hommes, pour les oiseaux, pour les bêtes, pour les démons, pour toutes les créatures. Priez aussi pour les animaux et même pour les reptiles, dignes eux aussi d'une pitié infinie ».
- « Voici, mon frère, un commandement que je te donne : que la miséricorde l’emporte toujours dans ta balance, jusqu’au moment où tu sentiras en toi-même cette miséricorde que Dieu éprouve envers le monde ».
- « Si quelqu'un veut être le premier…

Fais-toi petit en tout devant tous les hommes, et tu seras élevé plus haut que les princes de ce monde. Préviens tous les êtres, embrasse-les, prosterne-toi devant eux, et tu seras honoré plus que ceux qui offrent de l'or.
Descends plus bas que toi-même, et tu verras la gloire de Dieu en toi. Car là où germe l'humilité, là se répand la gloire de Dieu.
Blâme l'honneur, et tu seras honoré. N'aime pas l'honneur, et tu ne seras pas déshonoré. L'honneur fuit devant celui qui court après lui. Mais l'honneur poursuit celui qui le fuit, et il prêche à tous les hommes son humilité.
Si tu te blâmes toi-même pour l'amour de la vérité, Dieu permettra de te louer à toutes ses créatures. Elles ouvriront devant toi la porte de la gloire de ton Créateur, et elles te loueront. Car tu es en vérité à son image et à sa ressemblance (Gn 1,26).
Aime les pécheurs, mais rejette leurs œuvres. Ne les méprise pas pour leurs défauts, afin de ne pas tomber toi aussi dans les mêmes tentations. Souviens-toi que tu as part à la nature terrestre, et fais du bien à tous ».

## Héritage

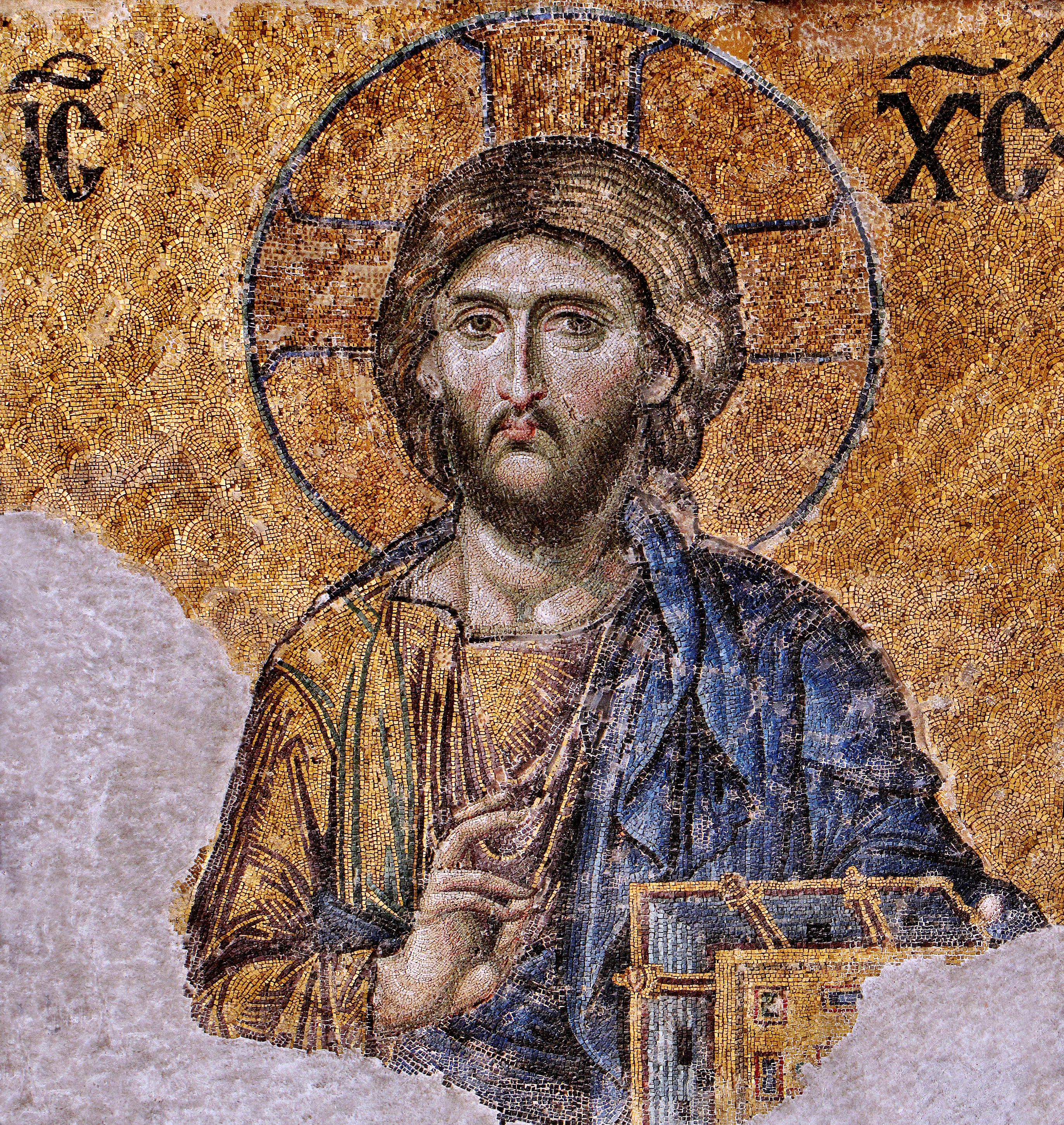
Christ pantocrator. Mosaïque de Sainte-Sophie (Constantinople) (Turquie).

Contemporain de Jean Climaque et de son « Échelle du Paradis », Isaac a mené une vie cachée, dont on ne sait presque rien, mais le rayonnement de sa pensée s'est répandu par delà les siècles, les aires culturelles et linguistiques, les frontières des confessions chrétiennes.
Le fait qu'Isaac ait été de l'Église de l'Orient ne l'empêche pas d'être un des écrivains spirituels les plus célèbres et les plus influents de tout l'Orient, ni de figurer au martyrologe orthodoxe, ni même d'être considéré comme un saint par l'Église syrienne d'Antioche (monophysite).
Ses écrits, rédigés en syriaque, furent traduits, très tôt, en grec, en éthiopien, en arabe, puis, dans les temps modernes, en latin, en italien, en espagnol et dans d'autres langues européennes, dont le français (en 1981). Non seulement ils furent bien reçus dès le XIe siècle dans l'Église syrienne d'Antioche, mais en outre ils inspirèrent Syméon le Nouveau Théologien et plus tard exercèrent leur influence sur le mysticisme russe.
Si ses écrits n'ont pas eu la faveur de figurer dans la Philocalie grecque de Macaire, ni dans le Dobrotolioubié (philocalie slavonne) de Païssy, certains d'entre eux sont toutefois entrés dans l'édition russe de fait par Théophane le Reclus.
Isaac évita d'écrire sur les sujets controversés de l’époque, et cela a donné à ses textes une valeur œcuménique qui lui a valu d'être accepté hors du nestorianisme.
Il est reconnu comme saint, notamment par l'Église orthodoxe, et célébré  le 28 janvier.

## Éditions de référence
- Éd. crit. Marcel Pirard / Μάρκελλος Πιράρ, Ἀββᾶ Ἰσαὰκ τοῦ Σύρου. Λόγοι ἀσκητικοί, Ἱερὰ Μονὴ Ἰβήρων, [Athènes] 2012 = CPG 7868 [première édition critique de la version grecque des Discours ascétiques d'Isaac le Syrien avec introduction critique et histoire des différentes versions linguistiques : syriaque, grecque et arabe]
- (el) Του Οσίου πατρός ημών Ισαάκ του Σύρου τα σωζόμενα ασκητικά, Athènes, 1871.